# Alexei Khomiakov
Alexei Stepanovich Khomiakov (em russo:  Алексей Степанович Хомяков; Moscou, 1 de maiojul./13 de maio de 1804greg. – Ivanovskoe, 23 de setembrojul./ 5 de outubro de 1860greg.) foi um poeta religioso russo.

## Biografia
Toda a vida de Khomyakov foi centrada em Moscou. Ele via esta "cidade com mil cúpulas" como o epítome do modo de vida russo. Tão bem-sucedido como senhorio e conversador, publicou muito pouco durante sua vida. Seus escritos, impressos postumamente por seus amigos e discípulos, exerceram uma profunda influência na Igreja Ortodoxa Russa e filósofos leigos russos, como Fyodor Dostoyevsky, Konstantin Pobedonostseve Vladimir Solovyov.
Para Khomyakov, socialismo e capitalismo eram igualmente repugnantes descendentes da decadência ocidental. O Ocidente falhou em resolver os problemas espirituais humanos, pois enfatizou a competição às custas de cooperação. Em suas próprias palavras, "Roma manteve a unidade às custas da liberdade, enquanto os protestantes tiveram liberdade, mas perderam a unidade".
Os próprios ideais de Khomyakov giravam em torno do termo sobornost, a Eslavo Equivalente a catolicidade encontrado no Credo Niceno; pode ser traduzido livremente como "união" ou "sinfonia". Khomyakov viu o russo obshchina como um exemplo perfeito de sobornost e exaltou os camponeses russos por sua humildade.
Khomyakov morreu de cólera, infectado por um camponês que ele tentou tratar. Ele foi enterrado ao lado de seu cunhado, Nikolai Yazykov, e outro discípulo, Nikolai Gogol, no Mosteiro Danilov. Os soviéticos providenciaram seu desenterramento e os reenterraram no novo Cemitério Novodevichy.

## Avaliação posterior do trabalho
O filósofo religioso russo Nikolai Berdyaev localizou a importância de Khomyakov em sua tentativa de libertar o cristianismo do racionalismo. Como ele escreveu em seu livro de 1912, Alexei Stepanovich Khomiakov:
Khomiakov será eternamente lembrado, antes de mais nada, por sua exposição do problema da Igreja e sua tentativa de revelar a essência da Igreja. Khomiakov abordou a essência da Igreja de dentro, não de fora. Em primeiro lugar, ele não acreditava que fosse possível formular um conceito de Igreja. A essência da Igreja é inexprimível; como todos os organismos vivos, ela não pode ser abrangida por nenhuma fórmula, não está sujeita a nenhuma definição formal. A Igreja é, antes de tudo, um organismo vivo, uma unidade de amor, uma liberdade inefável, a verdade da fé não sujeita a racionalizações. Do lado de fora, a Igreja não é cognoscível ou definível; ela é conhecida apenas por aqueles que estão dentro dela, por aqueles que são seus membros vivos. O pecado de teologia escolástica foi que tentou formular racionalisticamente a essência da Igreja; isto é, tentou transformar a Igreja de um mistério conhecido apenas pelos crentes em algo sujeito ao conhecimento da razão objetiva.
Para Khomyakov, a liberdade deve ser "realizada em sobornost, não no individualismo ". Contudo, sobornost também é um site de liberdade:
É difícil encontrar um sentido mais livre da Igreja. Nada coage Khomyakov. Em sua relação com a Igreja não há nada de fora; tudo vem de dentro. Para ele, a vida na Igreja é vida em liberdade. Com efeito, a Igreja é unidade no amor e na liberdade. A Igreja não é uma instituição e não é uma autoridade. A Igreja não tem nada jurídico, nenhuma racionalização. Para Khomyakov, onde quer que se encontre o amor genuíno em Cristo, a liberdade em Cristo, a unidade em Cristo, aí se encontra a Igreja. Nenhuma característica formal define a essência da Igreja. Mesmo o conselhos universais são genuinamente universais e, portanto, autorizados apenas porque são livre e amorosamente sancionados pelo povo da Igreja. Livre sobornost no amor - aqui se encontra o verdadeiro organismo da Igreja. Esta é uma concepção muito ousada da Igreja, que deve assustar os teólogos oficiais. Essa concepção pode ser estranha à escolástica teológica, mas está próxima do espírito de tradição sagrada e a Escritura sagrada. Khomyakov atribui um significado especial à tradição sagrada, uma vez que vê o espírito da sobornost iniciar. Para ele, a Sagrada Escritura é apenas um fato interior da vida da Igreja, ou seja, é apreendida através da tradição sagrada.
Contemporâneo de Berdyaev Pavel Florensky, também um filósofo religioso renomado, não era tão otimista. Em seu panfleto de 1916, Perto de Khomyakov, ele acusou Khomyakov de tirar a verdade transcendente do Cristianismo ao colocar tanta ênfase na concordância humana. Florensky considera que seja imanentismo, que acaba se transformando em protestantismo:
Khomyakov, uma cascata de ideias e temas, não suscita muitas dúvidas agudas e preocupantes?

O principal disso, é claro, é a atribuição de protestantismo para Khomyakov. Para Khomyakov, a essência do protestantismo consiste só em protesto contra romanismo, mas com as premissas fundamentais e modos característicos de pensamento deste último preservado. Mas é realmente esse o caso? O desenvolvimento do protestantismo e seus derivados depois de Khomyakov mostrou inegavelmente que o protestantismo, como principal expressão da cultura dos últimos tempos, é baseado em humanismo, a elevação da humanidade, a divinização da humanidade. Para usar um termo emprestado da filosofia, o protestantismo é baseado em imanentismo, significando a intenção da humanidade de criar toda a realidade a partir de si mesma, fora e à parte de Deus, isto é, a partir do nada e, antes de mais nada, da realidade sagrada; criar essa realidade em todos os sentidos, começando com a formação de conceitos e terminando com a realidade espiritual.
Enquanto isso, a essência de Ortodoxia é ontologismo - “a recepção da realidade de Deus” como dada, não como criada pela humanidade. A essência da Ortodoxia é humildade e gratidão. Mas o que vemos em Khomyakov? ... Indagando mais atentamente sobre as teorias de Khomyakov, nós, para nossa triste surpresa, vemos o mesmo espírito de imanentismo que constitui a essência do Protestantismo, embora de uma forma incomensuravelmente melhorada - principalmente através da introdução da ideia de sobornost (embora a ideia do sobornost da consciência não é completamente estranho à filosofia ocidental, por exemplo, a Kant, para não mencionar Schelling do período final, Feuerbach, Comte e assim por diante.)

... os próprios fundamentos de sua opinião não parecem suspeitos para um crente ortodoxo quando são examinados com atenção? Considerando que, para um homem de Igreja, a Igreja expressa a Verdade - pois esse é "o desejo do Espírito Santo", e sua tarefa é descobrir a verdade que permanece em Deus que é independente dela - a teoria da Igreja de Khomyakov deixa a impressão de que os decretos de toda a Igreja são verdadeiros porque são os decretos do todo Igreja. Esta palavra todo sugere que os decretos da Igreja não são uma descoberta da Verdade, mas uma invenção da Verdade, como se a Verdade fosse imanente à razão humana, mesmo que esta seja tomada em sua sobornost, e não transcendente à razão humana e revelada a esta desde sua transcendência. Eu usei a palavra impressão. Sim, impressão, pois esse tipo de objetivo não poderia ter surgido distintamente na consciência de Khomyakov, e muito menos ele poderia tê-lo expressado. O pensamento de Khomyakov tende a fugir da determinação ontológica, brilhando diante de nós em seu jogo de madrepérola. Mas esse jogo de tons superficiais, brilhantes mas não substanciais, e portanto mudando seus contornos ao menor movimento da cabeça, não produz um conteúdo estável de pensamento e deixa alarme e dúvida no coração. Imanentismo - esse é o sabor das teorias de Khomyakov. No entanto, Florensky não despreza Khomyakov. Ele insiste que "dificilmente há necessidade de duvidar da importância de Khomiakov, o pensador, e da nobreza de sua pessoa. Ninguém duvida de seus talentos e intelecto, nem da pureza de sua pessoa e da abnegação de suas intenções".

## Trabalho
- Полное собранiе сочиненiй. Томъ I-VIII. Москва, 1900-1914.